# Musotiminae
De Musotiminae zijn een onderfamilie van vlinders uit de familie van de grasmotten (Crambidae). Er zijn ruim 200 soorten van deze onderfamilie bekend. Ze komen voor in de tropen, Australië, Nieuw-Zeeland, Micronesië en Samoa. Veel van de rupsen voeden zich met varens. De vlinders zijn voornamelijk wit met donkerzwarte of oranje markeringen.

## Geslachten
Tussen haakjes staat het aantal soorten binnen het geslacht.

- Aeolopetra Meyrick, 1934 (3)
- Albusambia Solis, Davis, 2005 (1)
- Ambia Walker, 1859 (54)
- Austromusotima Yen & Solis, 2004 (2)
- Baeoptila Turner, 1908 (3)
- Barisoa Möschler, 1886 (1)
- Cilaus Joannis, 1932 (1)
- Drosophantis Meyrick, 1935 (1)
- Elachypteryx Turner, 1908 (2)
- Eugauria Snellen, 1901 (1)
- Lygomusotima Solis & Yen, 2004 (2)
- Malleria Munroe, 1959 (1)
- Midilambia Munroe, 1969 (1)
- Musotima Meyrick, 1884 (16)
- Neomusotima Yoshiyasu, 1985 (2)
- Neurophyseta Hampson, 1895 (68)
- Panotima Meyrick, 1934 (4)
- Parthenodes Guenée, 1854 (7)
- Siamusotima Solis, Yen, Goolsby, Wright, Pemberton, Winotal, Chattrukul, Thagong & Rimbut, 2005 (3)
- Thysanoidma Hampson, 1891 (2)
- Undulambia Lange, 1956 (30)
- Uthinia Snellen, 1899 (1)
- Yoshiyasua Kemal & Koçak, 2005 (1)